# Withering to Death.
Withering to death. utkom 2005 och är Dir en greys femte fullängdsalbum. Texterna är skrivna av Kyo och musiken av Dir en grey.

## Låtar
1. Merciless Cult
2. C
3. -Saku-
4. Kodoku Ni Shisu, Yueni Kodoku
5. Itoshisa Wa Fuhai Nitsuki
6. Jesus Christ R'n'R
7. GARBAGE
8. Machiavellism
9. Dead Tree
10. THE FINAL
11. Beautiful Dirt
12. Spilled Milk
13. Higeki Wa Mabuta Wo Oroshita Yasashiki Utsu
14. Kodou